# Мембранна технологія
Мембранна технологія охоплює наукові процеси, які використовуються для виготовлення та застосування мембран. Мембрани використовуються для полегшення транспортування або відторгнення речовин між середовищами та механічного розділення потоків газу та рідини. У найпростішому випадку фільтрація досягається, коли пори мембрани менші за діаметр небажаної речовини, наприклад шкідливого мікроорганізму. Мембранна технологія широко використовується в таких галузях, як очищення води, хімічна та металообробна промисловість, фармацевтика, біотехнології, харчова промисловість, а також видалення забруднювачів навколишнього середовища.
Після побудови мембрани необхідно охарактеризувати підготовлену мембрану, щоб дізнатися більше про її параметри, такі як розмір пор, функціональна група, властивості матеріалу тощо, які важко визначити заздалегідь. У цьому процесі використовуються такі інструменти, як скануючий електронний мікроскоп, трансмісійний електронний мікроскоп, інфрачервона спектроскопія, перетворення Фур'є, дифракція рентгенівських променів і рідинно-рідинна порометрія.